# Cầu lông tại Đại hội Thể thao Đông Nam Á 1993
Cầu lông tại Đại hội Thể thao Đông Nam Á năm 1993 được tổ chức từ ngày 12 đến 20 tháng 6 năm 1993 tại Singapore Badminton Hall, Singapore.Các vận động viên của Indonesia đã thống trị giải đấu khi giành được sáu trong tổng số bảy huy chương vàng, trong khi Malaysia chỉ giành được một huy chương vàng duy nhất ở nội dung đôi nam.

## Kết quả

### Bảng huy chương
| Hạng               | Đoàn               | Vàng | Bạc | Đồng | Tổng số |
| ------------------ | ------------------ | ---- | --- | ---- | ------- |
| 1                  | Indonesia (INA)    | 6    | 5   | 1    | 12      |
| 2                  | Malaysia (MAS)     | 1    | 1   | 5    | 7       |
| 3                  | Thái Lan (THA)     | 0    | 1   | 5    | 6       |
| 4                  | Singapore (SIN)    | 0    | 0   | 3    | 3       |
| Tổng số (4 đơn vị) | Tổng số (4 đơn vị) | 7    | 7   | 14   | 28      |

### Tóm tắt kết quả
| Nội dung     | Vàng | Bạc | Đồng |
| ------------ | --- | --- | --- |
| Đơn nam      | Joko Suprianto · Indonesia | Hariyanto Arbi · Indonesia | Sompol Kukasemkij · Thái Lan |
| Đơn nam      | Joko Suprianto · Indonesia | Hariyanto Arbi · Indonesia | Ong Ewe Hock · Malaysia |
| Đơn nữ       | Sarwendah Kusumawardhani · Indonesia | Yuliani Santosa · Indonesia | Somharuthai Jaroensiri · Thái Lan |
| Đơn nữ       | Sarwendah Kusumawardhani · Indonesia | Yuliani Santosa · Indonesia | Zarinah Abdullah · Singapore |
| Đôi nam      | Malaysia · Cheah Soon Kit · Soo Beng Kiang                                                                                                 | Indonesia · Rexy Mainaky · Ricky Subagja | Indonesia · Rudy Gunawan · Denny Kantono |
| Đôi nam      | Malaysia · Cheah Soon Kit · Soo Beng Kiang                                                                                                 | Indonesia · Rexy Mainaky · Ricky Subagja | Malaysia · Tan Kim Her · Yap Kim Hock |
| Đôi nữ       | Indonesia · Finarsih · Lili Tampi | Indonesia · Eliza Nathanael · Zelin Resiana | Thái Lan · Ladawan Mulasartsatorn · Piyathip Sansaniyakulvilai                                                                                   |
| Đôi nữ       | Indonesia · Finarsih · Lili Tampi | Indonesia · Eliza Nathanael · Zelin Resiana | Malaysia · Lee Wai Leng · Tan Lee Wai |
| Đôi nam nữ   | Indonesia · Rudy Gunawan · Eliza Nathanael                                                                                                 | Indonesia · Denny Kantono · Minarti Timur | Malaysia · Tan Kim Her · Tan Lee Wai |
| Đôi nam nữ   | Indonesia · Rudy Gunawan · Eliza Nathanael                                                                                                 | Indonesia · Denny Kantono · Minarti Timur | Thái Lan · Pramote Teerawiwatana · Ladawan Mulasartsatorn                                                                                        |
| Đồng đội nam | Indonesia · Ricky Subagja · Heryanto Arbi · Rudy Gunawan · Denny Kantono · Rexy Mainaky · Joko Suprianto · Ardy Wiranata · Alan Budikusuma | Malaysia · Cheah Soon Kit · Ong Ewe Hock · Soo Beng Kiang · Tan Kim Her · Wong Ewee Mun · Yap Kim Hock · Yap Kim Hwee · Pang Chen                                                               | Thái Lan · Monthon Bumphenkeitikul · Kasemsak Chatujinda · Sompol Kukasemkij · Khunakorn Sudhisodhi · Pramote Teerawiwatana · Sakrapee Thongsari |
| Đồng đội nam | Indonesia · Ricky Subagja · Heryanto Arbi · Rudy Gunawan · Denny Kantono · Rexy Mainaky · Joko Suprianto · Ardy Wiranata · Alan Budikusuma | Malaysia · Cheah Soon Kit · Ong Ewe Hock · Soo Beng Kiang · Tan Kim Her · Wong Ewee Mun · Yap Kim Hock · Yap Kim Hwee · Pang Chen                                                               | Singapore · Abdul Razak Jaffar · Abdul Hamid Khan · Lim Boon Leng · Lim Hong Han · Patrick Lau · You Kok Kiong                                   |
| Đồng đội nữ  | Indonesia · Finarsih · Sarwendah Kusumawardhani · Eliza Nathanael · Zelin Resiana · Yuliani Santosa · Lili Tampi · Minarti Timur           | Thái Lan · Plernta Boonyarit · Somharuthai Jaroensiri · Ladawan Mulasartsatorn · Pornsawan Plungwech · Piyathip Sansaniyakulvilai · Natawan Yusakul · Chantid Thanissara · Navaporn Chupandilok | Malaysia · Lee Wai Leng · Zamaliah Sidek · Tan Lee Wai · Wong Mee Hung                                                                           |
| Đồng đội nữ  | Indonesia · Finarsih · Sarwendah Kusumawardhani · Eliza Nathanael · Zelin Resiana · Yuliani Santosa · Lili Tampi · Minarti Timur           | Thái Lan · Plernta Boonyarit · Somharuthai Jaroensiri · Ladawan Mulasartsatorn · Pornsawan Plungwech · Piyathip Sansaniyakulvilai · Natawan Yusakul · Chantid Thanissara · Navaporn Chupandilok | Singapore · Chin Yen Li · Chin Yen Peng · Irene Lee · Ong Aili · Tan Chi Teng · Tan Sian Peng · Zanetta Li Yu · Zarinah Abdullah                 |

## Kết quả

### Đơn nam
|  | Bán kết           | Bán kết           | Bán kết        | Bán kết        | Bán kết |               |   | Chung kết | Chung kết | Chung kết | Chung kết | Chung kết |  |
|  |                   |                   |                |                |         |               |   |           |           |           |           |           |  |
|  | Heryanto Arbi     | Heryanto Arbi     | 13             | 15             | 15      |               |   |           |           |           |           |           |  |
|  | Heryanto Arbi     | Heryanto Arbi     | 13             | 15             | 15      |               |   |           |           |           |           |           |  |
|  | Sompol Kukasemkij | Sompol Kukasemkij | 18             | 6              | 6       |               |   |           |           |           |           |           |  |
|  | Sompol Kukasemkij | Sompol Kukasemkij | 18             | 6              | 6       | Heryanto Arbi |   |           |           |           |           |           |  |
|  |                   |                   |                |                |         |               |   |           |           |           |           |           |  |
|  |                   |                   | Joko Suprianto | Joko Suprianto | w       | /             | o |           |           |           |           |           |  |
|  | Ong Ewe Hock      | Ong Ewe Hock      | Joko Suprianto | Joko Suprianto | w       | /             | o | 16        | 4         |           |           |           |  |
|  | Ong Ewe Hock      | Ong Ewe Hock      |                |                |         |               |   |           |           |           |           |           |  |
|  | Joko Suprianto    | Joko Suprianto    | 17             | 15             |         |               |   |           |           |           |           |           |  |

### Đơn nữ
|  | Bán kết                  | Bán kết                  | Bán kết         | Bán kết         | Bán kết |                          |                          | Chung kết | Chung kết | Chung kết | Chung kết | Chung kết |  |
|  |                          |                          |                 |                 |         |                          |                          |           |           |           |           |           |  |
|  | Sarwendah Kusumawardhani | Sarwendah Kusumawardhani | 11              | 11              |         |                          |                          |           |           |           |           |           |  |
|  | Sarwendah Kusumawardhani | Sarwendah Kusumawardhani | 11              | 11              |         |                          |                          |           |           |           |           |           |  |
|  | Somharuthai Jaroensiri   | Somharuthai Jaroensiri   | 5               | 5               |         |                          |                          |           |           |           |           |           |  |
|  | Somharuthai Jaroensiri   | Somharuthai Jaroensiri   | 5               | 5               |         | Sarwendah Kusumawardhani | Sarwendah Kusumawardhani | 11        | 9         | 11        |           |           |  |
|  |                          |                          |                 |                 |         | Sarwendah Kusumawardhani | Sarwendah Kusumawardhani | 11        | 9         | 11        |           |           |  |
|  |                          |                          | Yuliani Sentosa | Yuliani Sentosa | 6       | 11                       | 2                        |           |           |           |           |           |  |
|  | Zarinah Abdullah         | Zarinah Abdullah         | Yuliani Sentosa | Yuliani Sentosa | 6       | 11                       | 2                        | 2         | 3         |           |           |           |  |
|  | Zarinah Abdullah         | Zarinah Abdullah         |                 |                 |         |                          |                          |           |           |           |           |           |  |
|  | Yuliani Sentosa          | Yuliani Sentosa          | 11              | 11              |         |                          |                          |           |           |           |           |           |  |

### Đôi nam
|  | Bán kết                       | Bán kết                       | Bán kết                       | Bán kết                       | Bán kết |    |                            | Chung kết                  | Chung kết | Chung kết | Chung kết | Chung kết |  |
|  |                               |                               |                               |                               |         |    |                            |                            |           |           |           |           |  |
|  | Rexy Mainaky Ricky Subagja    | Rexy Mainaky Ricky Subagja    | 15                            | 15                            | 17      |    |                            |                            |           |           |           |           |  |
|  | Rexy Mainaky Ricky Subagja    | Rexy Mainaky Ricky Subagja    | 15                            | 15                            | 17      |    |                            |                            |           |           |           |           |  |
|  | Tan Kim Her Yap Kim Hock      | Tan Kim Her Yap Kim Hock      | 17                            | 7                             | 14      |    |                            |                            |           |           |           |           |  |
|  | Tan Kim Her Yap Kim Hock      | Tan Kim Her Yap Kim Hock      | 17                            | 7                             | 14      |    | Rexy Mainaky Ricky Subagja | Rexy Mainaky Ricky Subagja | 7         | 15        | 7         |           |  |
|  |                               |                               |                               |                               |         |    | Rexy Mainaky Ricky Subagja | Rexy Mainaky Ricky Subagja | 7         | 15        | 7         |           |  |
|  |                               |                               | Cheah Soon Kit Soo Beng Kiang | Cheah Soon Kit Soo Beng Kiang | 15      | 11 | 15                         |                            |           |           |           |           |  |
|  | Rudy Gunawan Denny Kantono    | Rudy Gunawan Denny Kantono    | Cheah Soon Kit Soo Beng Kiang | Cheah Soon Kit Soo Beng Kiang | 15      | 11 | 15                         | 2                          | 15        | 14        |           |           |  |
|  | Rudy Gunawan Denny Kantono    | Rudy Gunawan Denny Kantono    |                               |                               |         |    |                            |                            |           | 14        |           |           |  |
|  | Cheah Soon Kit Soo Beng Kiang | Cheah Soon Kit Soo Beng Kiang | 15                            | 12                            | 17      |    |                            |                            |           |           |           |           |  |

### Đôi nữ
|  | Bán kết                                           | Bán kết                                           | Bán kết                       | Bán kết                       | Bán kết |                     |                     | Chung kết | Chung kết | Chung kết | Chung kết | Chung kết |  |
|  |                                                   |                                                   |                               |                               |         |                     |                     |           |           |           |           |           |  |
|  | Finarsih Lili Tampi                               | Finarsih Lili Tampi                               | 15                            | 15                            |         |                     |                     |           |           |           |           |           |  |
|  | Finarsih Lili Tampi                               | Finarsih Lili Tampi                               | 15                            | 15                            |         |                     |                     |           |           |           |           |           |  |
|  | Lee Wai Leng Tan Lee Wai                          | Lee Wai Leng Tan Lee Wai                          | 12                            | 9                             |         |                     |                     |           |           |           |           |           |  |
|  | Lee Wai Leng Tan Lee Wai                          | Lee Wai Leng Tan Lee Wai                          | 12                            | 9                             |         | Finarsih Lili Tampi | Finarsih Lili Tampi | 15        | 6         | 15        |           |           |  |
|  |                                                   |                                                   |                               |                               |         | Finarsih Lili Tampi | Finarsih Lili Tampi | 15        | 6         | 15        |           |           |  |
|  |                                                   |                                                   | Eliza Nathanael Zelin Resiana | Eliza Nathanael Zelin Resiana | 5       | 15                  | 5                   |           |           |           |           |           |  |
|  | Ladawan Mulasartsatorn Piyathip Sansaniyakulvilai | Ladawan Mulasartsatorn Piyathip Sansaniyakulvilai | Eliza Nathanael Zelin Resiana | Eliza Nathanael Zelin Resiana | 5       | 15                  | 5                   | 4         | 16        |           |           |           |  |
|  | Ladawan Mulasartsatorn Piyathip Sansaniyakulvilai | Ladawan Mulasartsatorn Piyathip Sansaniyakulvilai |                               |                               |         |                     |                     |           |           |           |           |           |  |
|  | Eliza Nathanael Zelin Resiana                     | Eliza Nathanael Zelin Resiana                     | 15                            | 18                            |         |                     |                     |           |           |           |           |           |  |

### Đôi nam nữ
|  | Bán kết                                      | Bán kết                                      | Bán kết                     | Bán kết                     | Bán kết |                              |                              | Chung kết | Chung kết | Chung kết | Chung kết | Chung kết |  |
|  |                                              |                                              |                             |                             |         |                              |                              |           |           |           |           |           |  |
|  | Rudy Gunawan Eliza Nathanael                 | Rudy Gunawan Eliza Nathanael                 | 15                          | 15                          |         |                              |                              |           |           |           |           |           |  |
|  | Rudy Gunawan Eliza Nathanael                 | Rudy Gunawan Eliza Nathanael                 | 15                          | 15                          |         |                              |                              |           |           |           |           |           |  |
|  | Pramote Teerawiwatana Ladawan Mulasartsatorn | Pramote Teerawiwatana Ladawan Mulasartsatorn | 12                          | 3                           |         |                              |                              |           |           |           |           |           |  |
|  | Pramote Teerawiwatana Ladawan Mulasartsatorn | Pramote Teerawiwatana Ladawan Mulasartsatorn | 12                          | 3                           |         | Rudy Gunawan Eliza Nathanael | Rudy Gunawan Eliza Nathanael | 15        | 18        |           |           |           |  |
|  |                                              |                                              |                             |                             |         | Rudy Gunawan Eliza Nathanael | Rudy Gunawan Eliza Nathanael | 15        | 18        |           |           |           |  |
|  |                                              |                                              | Denny Kantono Minarti Timur | Denny Kantono Minarti Timur | 6       | 15                           |                              |           |           |           |           |           |  |
|  | Tan Kim Her Tan Lee Wai                      | Tan Kim Her Tan Lee Wai                      | Denny Kantono Minarti Timur | Denny Kantono Minarti Timur | 6       | 15                           | 5                            | 2         |           |           |           |           |  |
|  | Tan Kim Her Tan Lee Wai                      | Tan Kim Her Tan Lee Wai                      |                             |                             |         |                              |                              |           |           |           |           |           |  |
|  | Denny Kantono Minarti Timur                  | Denny Kantono Minarti Timur                  | 15                          | 15                          |         |                              |                              |           |           |           |           |           |  |